# Rivista Cistercense
Rivista Cistercense ist eine vierteljährlich erscheinende Zeitschrift, welche von der Zisterzienserabtei Casamari in Italien herausgegeben wird. Das 1984 gegründete Periodikum umfasst Beiträge zu Geschichte, Kunst, Kultur, Liturgie und zur monastischen Spiritualität.